# دختر (فیلم ۲۰۱۵)
دختر (به انگلیسی: The Daughter) فیلمی محصول سال ۲۰۱۵ و به کارگردانی سایمون استون است. در این فیلم بازیگرانی همچون جفری راش، ایون لسلی، پل اشنایدر، میراندا اتو، آنا تورو، اودسا یانگ و سم نیل ایفای نقش کرده‌اند.